# Pavol Németh
Pavol Németh (13. srpna 1915 – ???) byl slovenský a československý politik Komunistické strany Slovenska a poúnorový poslanec Slovenské národní rady, Národního shromáždění ČSSR a Sněmovny lidu Federálního shromáždění.

## Biografie
Ve volbách roku 1960 byl zvolen do Slovenské národní rady. Ve volbách roku 1964 byl zvolen za KSS do Národního shromáždění ČSSR za Východoslovenský kraj. V Národním shromáždění zasedal až do konce volebního období parlamentu v roce 1968.
K roku 1968 se profesně uvádí jako horník z obvodu Rožňava.
Po federalizaci Československa usedl roku 1969 do Sněmovny lidu Federálního shromáždění (volební obvod Rožňava). Ve Federálním shromáždění setrval do konce volebního období parlamentu, tedy do voleb roku 1971.